# Томас Баєс
Томас Бейз (Баєс, Байєс, Бейєс, англ. Reverend Thomas Bayes [bɛi:z], 1702 —  7 квітня 1761) — англійський математик і пресвітеріанський священик, член Лондонського королівського товариства (з 1742).

## Біографія
Народився в 1702 році в Лондоні. Навчався вдома, у 1719 році вступив до Единбурзького університету. Потім Баєс допомагав батькові проводити службу, а незабаром, у 30-их роках, сам став священиком в пресвітеріанскій церкві. У 1752 році він вийшов у відставку; помер в 1761 році.

## Досягнення
Математичні інтереси Баєса відносяться до теорії ймовірностей. Він сформулював і вирішив одну з основних задач цього розділу математики (теорема Баєса). Робота, присвячена цій меті, була опублікована в 1763 році після його смерті. Формула Баєса, що дає можливість оцінити ймовірність подій емпіричними шляхом, відіграє важливу роль у сучасній математичній статистиці та теорії ймовірностей. Інша велика його робота — «Нариси до вирішення проблеми доктрини шансів». Використовується термінологія: баєсівська оцінка рішення, баєсівський підхід до статистичних законів тощо.